# Гудрич (Мичиген)
Гудрич (енгл. Goodrich) град је у америчкој савезној држави Мичиген.

## Демографија
По попису из 2010. године број становника је 1.860, што је 507 (37,5%) становника више него 2000. године.
| Група             | 2000.         | 2010.         |
| Белци             | 1.320 (97,6%) | 1.789 (96,2%) |
| Афроамериканци    | 3 (0,2%)      | 16 (0,9%)     |
| Азијати           | 8 (0,6%)      | 3 (0,2%)      |
| Хиспаноамериканци | 14 (1,0%)     | 40 (2,2%)     |
| Укупно            | 1.353         | 1.860         |